# Saison 2017 des Indians de Cleveland
La saison 2017 des Indians de Cleveland est la 117e saison en Ligue majeure de baseball pour cette équipe.
Du 24 août au 14 septembre 2017, Cleveland remporte 22 matchs de suite, battant le record des majeures de 21 victoires de suite des Cubs de Chicago en 1935 et celui de la Ligue américaine de 20 victoires consécutives par les Athletics d'Oakland en 2002.
La fiche de 102 victoires et 60 défaites réalisée par Cleveland en 2017 est la meilleure de la saison en Ligue américaine et la seconde meilleure des majeures après les 104 victoires des Dodgers de Los Angeles dans la Ligue nationale. Améliorant leur fiche par 8 victoires, Cleveland n'avait pas gagné autant de matchs en une saison depuis 1954, et décroche pour la 2e année de suite la première place de la division Centrale de la Ligue américaine,. 
Visant les grands honneurs après avoir perdu la Série mondiale 2016, Cleveland déçoit en étant éliminé par les Yankees de New York dès la Série de divisions, perdant trois matchs de suite après avoir ouvert les hostilités avec deux victoires.
Corey Kluber remporte en 2017 le trophée Cy Young du meilleur lanceur de la Ligue américaine, un honneur qu'il avait déjà apporté à Cleveland en 2014.

## Saison régulière
La saison régulière de 162 matchs des Indians débute le 3 avril 2017 par une visite aux Rangers du Texas et se termine le 1er octobre suivant. Les White Sox de Chicago sont les visiteurs pour le premier match local au Progressive Field de Cleveland le 11 avril.

### Classement
| Ligue américaine division Centrale | V   | D  | %    | Diff. | Diff. (séries) |
| ---------------------------------- | --- | -- | ---- | ----- | -------------- |
| Indians de Cleveland               | 102 | 60 | ,630 | -     | -              |
| Twins du Minnesota                 | 85  | 77 | ,525 | 17    | -              |
| Royals de Kansas City              | 80  | 82 | ,494 | 22    | 5              |
| White Sox de Chicago               | 67  | 95 | ,414 | 35    | 18             |
| Tigers de Détroit                  | 64  | 98 | ,395 | 38    | 21             |